# 張家瑋 (撞球)
張家瑋（1999年2月17日—），是香港撞球運動員。曾就讀於聖公會曾肇添中學及林大輝中學。為世界青少年撞球錦標賽冠軍。

## 榮譽
- 2017 2017撞球精英邀請——冠軍[1]
- 2016 世界女子撞球錦標賽——混雙冠軍（英國）[2]
- 2015 世界18歲以下英式撞球錦標賽——男單冠軍（俄羅斯）
- 2015 香港體育學院全年最傑出青少年運動員
- 2018 香港21歲以下青少年英式撞球公開賽第一站冠軍[3]
- 2018 香港21歲以下青少年英式撞球公開賽第二站冠軍[4]
- 2022 世界運動會英式桌球——冠軍
- 2024 WSF 錦標賽(World Snooker Federation Championships)——冠軍 [5]